# Michel Amathieu
Michel Amathieu (né le 28 novembre 1955 à Crèvecœur-le-Grand) est un directeur de la photographie français, ayant notamment travaillé avec Emir Kusturica, Alain Corneau, Zabou Breitman, Volker Schlöndorff.

## Biographie
Michel Amathieu étudie d'abord les mathématiques, obtenant une maîtrise dans ce domaine. Il pratique la photographie occasionnellement. Il enseigne deux ans dans le secondaire avant d'intégrer les cours du soir de L'école Louis Lumière.

## Filmographie

### Cinéma

#### Courts-métrages
- 1984 : Quartier sauvage, de Jean-Michel Roux
- 1985 : En plein cœur de Malika Yacine
- 1987 : La voix du désert, de Jean-Michel Roux
- 1991 : 25 décembre 58, 10h36, de Diane Bertrand
- 1992 : Trop près des Dieux, de Jean-Michel Roux
- 1992 : Cendre d'or, de Jean-Philippe Écoffey
- 1993 : Répétition, de Patricia Bardon
- 1993 : Paranoïa, de Frédéric Forestier et Stéphane Gateau
- 1994 : One Night of Hypocrisy, de Nicolas Hourès et David Rudrauf
- 1994 : Vibroboy, de Jan Kounen
- 1994 : Désiré d'Albert Dupontel
- 1995 : Quelque chose de différent, de Bruno Rolland
- 1995 : Le p'tit bal, de Philippe Decouflé
- 2000 : À travers le miroir de Mohamed Ulad-Mohand
- 2001 : Mademoiselle Butterfly, de Julie Lopes-Curval
- 2002 : La carpe, de Alanté Kavaïté
- 2005 : All the Invisible Children, épisode Blue Gypsy, de Emir Kusturica
- 2006 : Paris, je t'aime, segment Place des Fetes, d'Oliver Schmitz
- 2007 : Dix films pour en parler

#### Longs métrages
- 1984 : Argie, de Jorge Blanco
- 1991 : L'Entraînement du champion avant la course, de Bernard Favre
- 1996 : Un samedi sur la Terre, de Diane Bertrand
- 1997 : Dobermann, de Jan Kounen
- 1997 : Les Mille Merveilles de l'univers, de Jean-Michel Roux
- 1997 : Le Cousin, de Alain Corneau
- 1998 : I Love L.A. (L.A. without a Map), de Mika Kaurismäki (1998)
- 1998 : Chat noir, chat blanc, de Emir Kusturica (seconde équipe)
- 1999 : History Is Made at Night, de Ilkka Järvi-Laturi
- 2000 : Hijack Stories, de Oliver Schmitz
- 2001 : Super 8 Stories, d'Emir Kusturica
- 2002 : Semana santa de Pepe Danquart
- 2002 : Highway, de James Cox
- 2004 : La vie est un miracle, de Emir Kusturica
- 2004 : Les Sœurs fâchées, d'Alexandra Leclère
- 2005 : L'avion, de Cédric Kahn
- 2006 : Penelope, de Mark Palansky
- 2006 : L'Homme de sa vie, de Zabou Breitman
- 2009 : Je l'aimais, de Zabou Breitman
- 2009 : Road, Movie, de Dev Benegal
- 2010 : Lullaby (Lullaby for Pi), de Benoît Philippon
- 2010 : No et moi, de Zabou Breitman
- 2011 : Nicostratos le pélican, de Olivier Horlait
- 2012 : À l'aveugle de Xavier Palud
- 2014 : Diplomatie de Volker Schlöndorff
- 2014 : Fast Life de Thomas N'Gijol
- 2020 : Qu'un sang impur... d'Abdel Raouf Dafri

### Télévision
- 1994 : Le dernier tour, de Thierry Chabert  (téléfilm)
- 1999 : Premières Neiges de Gaël Morel (téléfilm)
- 2009 :Into the Storm - La guerra di Churchill (Into the Storm), de Thaddeus O'Sullivan (téléfilm)